# Луїза Марія Шлезвіг-Гольштейн-Зондербург-Глюксбурзька
Луїза Марія Фредеріка Шлезвіг-Гольштейн-Зондербург-Глюксбурзька (дан. Louise Marie Frederikke af Slesvig-Holsten-Sønderborg-Glücksborg, нім. Luise Marie Prinzessin zu Schleswig-Holstein-Sonderburg-Glücksburg, 23 жовтня 1810 — 11 травня 1869) — принцеса Шлезвіг-Гольштейн-Зондербург-Глюксбурзька, донька герцога Шлезвіг-Гольштейн-Зондербург-Глюксбурзького Фрідріха Вільгельма та принцеси Гессен-Кассельської Луїзи Кароліни, дружина Фрідріха фон Ласперга, а після його смерті — графа Альфреда фон Гогенталя. Старша сестра короля Данії Крістіана IX.

## Біографія
Марія народилась 23 жовтня 1810 року у Готторпському палаці. Вона стала первістком в родині спадкоємного принца Фрідріха Вільгельма Шлезвіг-Гольштейн-Зондербург-Бек та його дружини Луїзи Кароліни Гессен-Кассельської, з'явившись на світ за дев'ять місяців після їх січневого весілля. Згодом сімейство поповнилося ще дев'ятьма дітьми, які всі досягли дорослого віку. 
Коли Марії було 14, батько отримав від короля Данії Глюксбурзький замок та титул герцога Шлезвіг-Гольштейн-Зондербург-Глюксбурзького. Він помер, коли дівчині виповнилося двадцять. Мати більше не одружувалася і подовжувала займатися вихованням дітей. 
Марія за кілька років вийшла заміж за графа Фрідріха фон Ласперга. Шлюб був морганатичним. Весілля відбулося 19 травня 1837 року у Харбурзі. У травні 1843 року принцеса овдовіла. Дітей у подружжя не було.

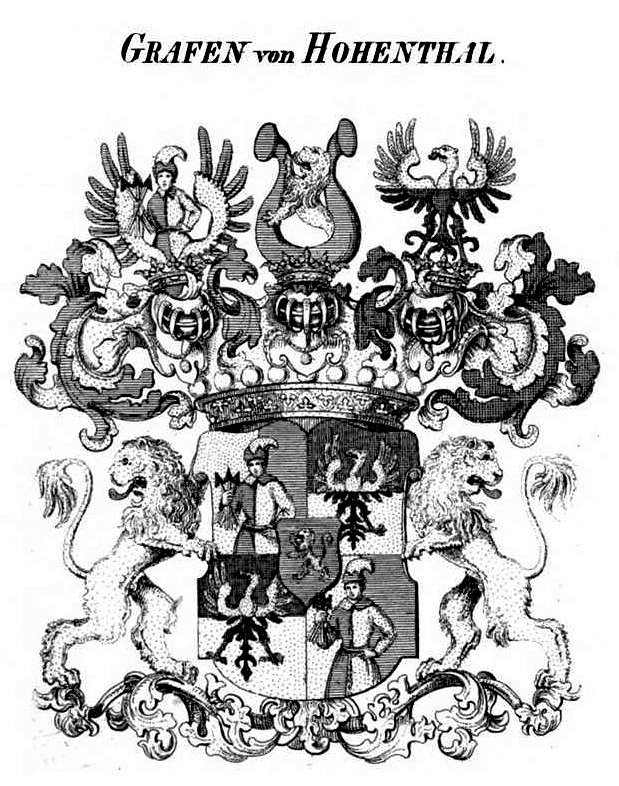
Герб графів Гогенталь

У 35-річному віці вона вийшла заміж вдруге. Її чоловіком став 40-річний граф Альфред фон Гогенталь, який походив із саксонського аристократичного роду і був камергером дрезденського двору. Незадовго перед цим він овдовів. Весілля пройшло 3 жовтня 1846 року у Дрездені. Цей шлюб також залишився бездітним. Він тривав чотирнадцять років до самої смерті графа Альфреда.
У 1863 році молодший брат Луїзи Марії Крістіан став королем Данії після припинення основної гілки Ольденбурзької династії.
Принцеси не стало 11 травня 1869 року у Дрездені.